# Woodstage Summer Open Air
Das Woodstage Summer Open Air war ein Freiluft-Musikfestival, das ursprünglich jährlich im Glauchauer Gründelpark veranstaltet wurde. Das Festival etablierte sich nach dem Wave-Gotik-Treffen in Leipzig und dem M’era Luna Festival in Hildesheim als Nummer 3 der bedeutendsten Veranstaltungen der Independent-Kultur und der Schwarzen Szene in Deutschland.

## Geschichte
Das erste Woodstage Summer Open Air fand am 27. Mai 1995 auf der „Waldbühne“ in Augustusburg bei Chemnitz statt. Im darauf folgenden Jahr wurde es nach Glauchau verlegt, wo es seitdem stattfand.
Im Juni 1996 hatte der Sänger Henning Wehland auf dem Woodstage Summer Open Air einen schweren Unfall, als er während eines Auftritts mit den H-Blockx im Stagediving von der Bühne ins Publikum sprang und dabei mit einem 17-jährigen Festivalbesucher zusammenstieß, der schwere Brüche in der Halswirbelsäule erlitt. Wehland kugelte sich bei dem Unfall eine Schulter aus. In einer Gerichtsverhandlung wurde gegen Sänger Henning Wehland wegen fahrlässiger Körperverletzung eine Geldstrafe verhängt.
Im Jahr 2001 wurde das Festival nach aufziehenden Unwettern abgebrochen. Am 29. September 2001 wurde es mit einem „Trockenkonzert“ in der Chemnitzer Eissporthalle zu Ende geführt.
2002 fand das Open Air erstmals an zwei Veranstaltungstagen statt, was sich im Jahre 2004 mit der Feier zum zehnjährigen Jubiläum wiederholte.
2005 gastierte das Woodstage ausnahmsweise in Dresden, da die Örtlichkeit in Glauchau die Veranstaltung zum festgelegten Termin nicht ermöglichen konnte.
2006 wurde erstmals nach elf Jahren kein Woodstage Summer Open Air veranstaltet, ein Jahr später, 2007, fand das letzte Woodstage Festival statt. 2008 und 2009 wurde das Festival abgesagt, seitdem gab es seitens des Veranstalters keine wahrnehmbaren Bemühungen mehr, das Festival wieder aufleben zu lassen.
Im Juli 2017 fand in Dresden ein Woodstage Summer Open Air Spezial mit Marilyn Manson und „Special Guests“ statt.

## Line-Ups
- 1995: Goethes Erben, Blind Passengers, Tilt, Calva Y Nada, Vicky Vomit & Sisters of Jelzin, Messer Banzani, The Breath Of Life, The Dostojewskys, The Inchtabokatables, Lacrimosa, Cat Rapes Dog

- 1996: Phillip Boa & The Voodooclub, Project Pitchfork, H-Blockx, Rammstein, Girls Under Glass, Fiddler’s Green, Umbra et Imago, Dr. Ring Ding, Halmakenreuther, In the Nursery

- 1997: The Sisters of Mercy, Front 242, H-Blockx, The Inchtabokatables, Goethes Erben, Think About Mutation, Cucumber Men, Blind Passengers, Das Auge Gottes

- 1998: Project Pitchfork, Clawfinger, Anne Clark, Lacrimosa, Les Tambours du Bronx, The Bates, The Eternal Afflict, Oomph!, Fiddler’s Green, Die Schröders

- 1999: Wolfsheim, J.B.O., Phillip Boa & The Voodooclub, And One, Les Tambours du Bronx, Such a Surge, Das Ich, Subway to Sally, Knorkator, SCYCS

- 2000: Fields of the Nephilim, The Cranberries (nicht aufgetreten), Front 242, In Extremo, Tito & Tarantula, The Cassandra Complex, The Inchtabokatables, The Bates, Hocico, Sanguis et Cinis, Weissglut, Lolita Nr. 18

- 2001: Wolfsheim, Project Pitchfork, Apocalyptica, Phillip Boa & The Voodooclub, In Extremo, Oomph!, L’Âme Immortelle, Keimzeit, Blind Passengers, Illuminate, Letzte Instanz, Accessory, Zombie Joe

- 2002:
  - Tag 1: Project Pitchfork, And One, VNV Nation, Apocalyptica, Subway to Sally, Mila Mar,  Knorkator, Unheilig, Mutabor, Pzycho Bitch
  - Tag 2: The Cure, Madrugada, Anne Clark, Hocico, The Crüxshadows, Fiddler’s Green, Joseph Arthur, Days of Fate

- 2003: Wolfsheim, Fury in the Slaughterhouse, J.B.O., Phillip Boa & The Voodooclub, 18 Summers, Covenant, Such a Surge, Oomph!, Blutengel, De/Vision, Letzte Instanz

- 2004:
  - Tag 1: Front 242, In Extremo, Within Temptation, Umbra et Imago, D.A.F., ASP
  - Tag 2: Nightwish, Deine Lakaien, VNV Nation, Blutengel, The 69 Eyes, The Eternal Afflict, Welle: Erdball, Corvus Corax, Unheilig, Chamber

- 2005: Marilyn Manson, Oomph!, Within Temptation, Goethes Erben, Fixmer/McCarthy, Feindflug, Unheilig, Letzte Instanz, Limbogott, Ptyl, Supreme Court

- 2006: abgesagt

- 2007:
  - Tag 1: Type O Negative, And One, Blutengel, Paradise Lost (Band), Tanzwut, Welle: Erdball, Agonoize, Lacrimas Profundere, Felsenreich
  - Tag 2: Marilyn Manson, Lacrimosa, Project Pitchfork, Die Krupps, Fiddler’s Green, Jesus on Extasy, Krieger

- 2017: Marilyn Manson, Megaherz, Grausame Töchter, The charm the fury’s[4]